# 瞳をとじて (平井堅の曲)
「瞳をとじて」（ひとみをとじて）は、平井堅の楽曲である。2004年4月28日にデフスターレコーズより20枚目のシングルとして発売された。

## 解説
表題曲「瞳をとじて」は、東宝映画『世界の中心で、愛をさけぶ』の主題歌として書き下ろされた楽曲。自身初となる映画の主題歌。主人公サクの高校時代の恋人アキの最期のメッセージへの"アンサーソング"とするべく自ら作詞作曲を手掛けた。PVには女優の奥田恵梨華が出演している。
オリコンシングルチャートでは5月10日付での2位が最高位であったが、累計出荷枚数は100万枚を記録し、2004年度の年間チャート1位を獲得した。
平井はこの曲で2004年度の『NHK紅白歌合戦』に3年連続（通算4度目）の出場を果たし、白組のトリの一つ前（全体の53番目）に披露した。ちなみに、翌2005年にNHKが実施した紅白出場者選考アンケート「スキウタ〜紅白みんなでアンケート〜」では白組6位にランクインした。
カップリング曲「DESPERADO」はアメリカのバンド、イーグルスの1973年リリースの2ndアルバム『ならず者（Desperado）』タイトル曲のカバー。「キリンラガービール クラシックラガー」CMソングに使用され、本人もCMに出演した。

## 収録曲
| #         | タイトル                   | 作詞・作曲             | 編曲      | 時間  |
| --------- | -------------------------- | ---------------------- | --------- | ----- |
| 1.        | 「瞳をとじて」             | 平井堅                 | 亀田誠治  | 5:43  |
| 2.        | 「DESPERADO」              | Don Henley, Glenn Frey | 鈴木大    | 4:04  |
| 3.        | 「瞳をとじて」(less vocal) |                        |           | 5:43  |
| 合計時間: | 合計時間:                  | 合計時間:              | 合計時間: | 15:30 |

## 主な記録
- プラネットチャートでは、ORANGE RANGEの『花』に次いで、2004年度の年間売上ランキング2位。
- 『HEY!HEY!HEY! MUSIC CHAMP』（フジテレビ系）の2004年度年間パーフェクトランキング1位。
- 『FRIDAY SUPER COUNTDOWN 50』の2004年度年間ランキング1位（最高位3位）。
- オリコン年間チャート史上初となる、映画タイアップ曲の年間1位獲得。
- オリコン年間チャートおける男性ソロ・アーティストのシングル年間1位獲得は、小田和正『Oh! Yeah!／ラブ・ストーリーは突然に』以来13年ぶりで、史上8人目。
- オリコン首位未獲得曲での年間1位は、1987年度の瀬川瑛子『命くれない』（最高位6位）以来17年ぶりで、史上4作目（ポップス系では初）。

## 主なカバー

### 日本
- 2007年
  - G-Families（野口五郎プロデュースのものまねグループ） - 「瞳をとじて (バラードだ Let's Go…! 編)」としてカバー。
  - LOVERS ROCREW（ヒット曲をラヴァーズ・ロック調にカバーするグループ） - アルバム『LOVERS POP』に収録。
- 2008年
  - ameji - アルバム『LOVE STORIES』に収録。
  - 中村あゆみ - カバーアルバム『VOICE』に収録。
  - 布施明 - カバーアルバム『Ballade』に収録。
  - 杏里 - カバーアルバム『tears of anri 2』に収録。
- 2009年
  - W.C.D.A. - 配信シングル『瞳をとじて』に収録。
  - 森進一 - カバーアルバム『Love Music』に収録。
- 2012年
  - 2AM - シングル『電話に出ない君に』に収録。
  - BENI - カバーアルバム『COVERS』にて英語詞でカバー。
  - LISA - アルバム『Family』にてLISA  with 押尾コータローとしてカバー。
- 2013年
  - クリス・ハート - カバーアルバム『Heart Song』に収録。
  - 絢香 - カバーアルバム『遊音倶楽部 〜1st grade〜』に収録。
- 2014年
  - 當山みれい - シングル『Memories』に収録。
- 2015年
  - 城南海 - カバーアルバム『サクラナガシ』に収録。
  - 春野寿美礼 - 宝塚歌劇団OG参加のカバーアルバム『麗人 REIJIN』に収録[11]。
- 2018年
  - May J. - カバーアルバム『Cinema Song Covers』に収録[12]。
- 2021年
  - Crystal Kay - カバーアルバム『I SING』に収録 [13]。
- 2023年
  - 柴咲コウ - カバーアルバム『ACTOR'S THE BEST ~Melodies of Screens~』に収録。

### 日本以外
- 香港では、歌手のチェン・チョン・ケイ（郑中基）が「閉目入神」（拼音: bai3 muk6 jap6 san4)
- 台湾では、歌手のクリス・ユー（游鴻明）が「我可以」（拼音: Wŏkĕyǐ）というタイトルでカバーした。惣領冬実原作コミックの台湾ドラマ「戦神〜MARS〜」挿入歌。
- 韓国では最初に歌手のチョン・ジェウクがカバーし（このときの韓国語タイトルは「そっと瞳をとじて」）、その後「世界の中心で、愛をさけぶ」の韓国リメイク版の「僕の、世界の中心は、君だ。」に主演しているチャ・テヒョンが韓国語でカバーしている。
- パク・ヨンハが、2005年に自身のミニアルバム『sometime』にてカバーした。
- アメリカのデビー・ギブソン（Debbie Gibson) は、2010年に J-POP の男性ボーカル曲をカバーしたアルバム『MS.VOCALIST』に英語版を収録。

## その他
- 『秘密のケンミンSHOW』（日本テレビ系）内のコーナー『県の中心で愛を叫ぶ』（映画のパロディ）というコーナーにて、「瞳をとじて」が使用されている。